# Giro della Toscana Femminile
Der Giro della Toscana Femminile – Memorial Michela Fanini, eine zum Gedenken an Michela Fanini durchgeführte „Frauentour durch die Toskana“, wird seit 1995 als Etappenrennen im Frauenradrennsport ausgetragen.
Im ersten Jahr wurden zwei getrennt gewertete Etappen gefahren. Das Rennen wurde zu Ehren der italienischen Radrennfahrerin Michela Fanini von deren Vater Brunello Fanini organisiert. Michela Fanini hatte 1994 den Giro d’Italia Femminile gewonnen und war im selben Jahr tödlich verunglückt. Das Rennen findet jährlich im September statt. Es gehört zur meist UCI-Kategorie 2.1 an, im Jahr 2013 zur Kategorie 2.HC.
Die Ausgabe des Jahres 2013 endete mit einem Protest eines Großteils der Fahrerinnen. 63 der 112 verbliebenen Teilnehmerinnen weigerten sich, bei der letzten Etappe zu starten, darunter die Gesamtführende Marianne Vos, nachdem Sicherheitsbedenken, insbesondere wegen einer aus Sicht der Sportlerinnen mangelnden Abschirmung gegen den Straßenverkehr durch den Veranstalter Brunello Fanini nicht ernst genommen wurden. Ein von Fanini gegen drei italienische Teilnehmerinnen des Protests, die zweimalige Weltmeisterin Giorgia Bronzini, die ehemalige italienische Meisterin Noemi Cantele und die Sprecherin des italienischen Fahrerverbands ACCPI, Elisa Longo Borghini, eingeleitetes Disziplinarverfahren wurde im Dezember 2013 vom italienischen Radsportverband FCI eingestellt. Fanini hatte gedroht, dass das Rennen im Fall eines Streiks nicht mehr ausgetragen werde.

## Palmarès
| Jahr     | Siegerin                 | Zweite                    | Dritte                   |          |
| -------- | ------------------------ | ------------------------- | ------------------------ | -------- |
| 1995     | Imelda Chiappa           | Roberta Bonanomi          | Greta Zocca              |          |
| 1995 (2) | Greta Zocca              | Fabiana Luperini          | Imelda Chiappa           |          |
| 1996     | Barbara Heeb             | Diana Rast                | Laura Charameda          |          |
| 1997     | Imelda Chiappa           | Tetjana Stjaschkina       | Simona Parente           |          |
| 1998     | Valeria Cappellotto      | Pia Sundstedt             | Lenka Ilavská            |          |
| 1999     | Edita Pučinskaitė        | Fabiana Luperini          | Lucia Pizzolotto         |          |
| 2000     | Sinaida Stahurskaja      | Simona Parente            | Fabiana Luperini         |          |
| 2001     | Nicole Brändli           | Sinaida Stahurskaja       | Rasa Polikevičiūtė       |          |
| 2002     | Susanne Ljungskog        | Sinaida Stahurskaja       | Nicole Brändli           |          |
| 2003     | Susanne Ljungskog        | Deirdre Demet-Barry       | Nicole Brändli           |          |
| 2004     | Trixi Worrack            | Nicole Cooke              | Edita Pučinskaitė        |          |
| 2005     | Susanne Ljungskog        | Swetlana Bubnenkowa       | Mirjam Melchers          |          |
| 2006     | Swetlana Bubnenkowa      | Marianne Vos              | Suzanne de Goede         |          |
| 2007     | Noemi Cantele            | Chantal Beltman           | Judith Arndt             |          |
| 2008     | Judith Arndt             | Trixi Worrack             | Marianne Vos             |          |
| 2009     | Diana Žiliūtė            | Luisa Tamanini            | Charlotte Becker         |          |
| 2010     | Judith Arndt             | Tatjana Antoschina        | Noemi Cantele            |          |
| 2011     | Megan Guarnier           | Claudia Häusler           | Rasa Leleivytė           |          |
| 2012     | Małgorzata Jasińska      | Lauren Hall               | Romy Kasper              |          |
| 2013     | Claudia Häusler          | Tatjana Antoschina        | Francesca Cauz           |          |
| 2014     | Shelley Olds             | Małgorzata Jasińska       | Ewelina Szybiak          |          |
| 2015     | Małgorzata Jasińska      | Valentina Scandolara      | Annemiek van Vleuten     |          |
| 2016     | Ashleigh Moolman         | Flávia Oliveira           | Anna Zita Maria Stricker |          |
| 2017     | Ashleigh Moolman         | Cecilie Uttrup Ludwig     | Ewelina Szybiak          |          |
| 2018     | Soraya Paladin           | Maria Giulia Confalonieri | Tetyana Riabchenko       |          |
| 2019     | Arlenis Sierra           | Soraya Paladin            | Anastasia Chursina       |          |
| 2020     | abgesagt                 | abgesagt                  | abgesagt                 | abgesagt |
| 2021     | Arlenis Sierra           | Rasa Leleivytė            | Debora Silvestri         |          |
| 2022     | Agnieszka Skalniak-Sójka | Dominika Włodarczyk       | Olha Schekel             |          |
| 2023     | Alessia Vigilia          | Rasa Leleivytė            | Anastasiya Kolesava      |          |
| 2024     | Margot Vanpachtenbeke    | Rasa Leleivytė            | Olha Kulynytsch          |          |
| 2025     |                          |                           |                          |          |